# ایولیا اسلوبدن
ایولیا اسلوبدن (انگلیسی: Iuliia Slobodyan؛ زادهٔ ۲۵ سپتامبر ۱۹۹۲) ورزشکار، و ژیمناست ریتمیک اهل اوکراین است.